# II liga argentyńska w piłce nożnej (2005/2006)
Primera B Nacional 2005/2006
Mistrzem drugiej ligi argentyńskiej został klub Godoy Cruz Antonio Tomba, natomiast wicemistrzem - klub Nueva Chicago Buenos Aires.
Drugą ligę argentyńską po sezonie 2005/06 opuściły następujące kluby
| Klub                       | Przyczyna                                                               |
| -------------------------- | ----------------------------------------------------------------------- |
| Godoy Cruz Antonio Tomba   | Awans do I ligi (mistrz II ligi)                                        |
| Nueva Chicago Buenos Aires | Awans do I ligi (wicemistrz II ligi)                                    |
| Belgrano Córdoba           | Awans do I ligi (wygrany baraż)                                         |
| Club El Porvenir           | Spadek do III ligi (ostatni w tabeli spadkowej Metropolitana)           |
| Juventud Antoniana Salta   | Spadek do III ligi (ostatni w tabeli spadkowej Interior)                |
| San Martín Mendoza         | Spadek do III ligi prowincjonalnej Torneo Argentino A (przegrany baraż) |

Do drugiej ligi argentyńskiej po sezonie 2005/06 przybyły następujące kluby
| Klub                     | Przyczyna                                                             |
| ------------------------ | --------------------------------------------------------------------- |
| Instituto Córdoba        | Spadek z I ligi (przedostatni w tabeli spadkowej 2005/06)             |
| Tiro Federal Rosario     | Spadek z I ligi (ostatni w tabeli spadkowej 2005/06)                  |
| Olimpo Bahía Blanca      | Spadek z I ligi (przegrany baraż)                                     |
| CA Platense              | Awans z III ligi (mistrz Primera C Metropolitana)                     |
| Villa Mitre Bahía Blanca | Awans z III ligi (mistrz Torneo Argentino A)                          |
| San Martín Tucumán       | Awans z III ligi (wicemistrz Torneo Argentino A po zwycięskim barażu) |

## Torneo Apertura 2005/06

### Apertura 1
| Data             | Mecz                                                                                           |
| ---------------- | ---------------------------------------------------------------------------------------------- |
| 4 sierpnia 2005  | Talleres Córdoba - San Martín Mendoza 2:2 Diego Castagno Suárez (2) - Pablo López (2)          |
| 6 sierpnia 2005  | Juventud Antoniana Salta - Unión Santa Fe 2:1 Yamil Garnier, Cristian Alfaro - Marcos Bolzán   |
| 6 sierpnia 2005  | Godoy Cruz Antonio Tomba - Belgrano Córdoba 1:0 Gonzalo Prósperi                               |
| 6 sierpnia 2005  | Huracán Tres Arroyos - San Martín San Juan 1:1 Maximiliano Natalichio - Cristian Verón         |
| 6 sierpnia 2005  | Defensa y Justicia Buenos Aires - CAI Comodoro Rivadavia 1:0 Rubén Ferrer                      |
| 6 sierpnia 2005  | Club El Porvenir - Nueva Chicago Buenos Aires 2:1 Walter Díaz, Miguel Prado - Federico Higuaín |
| 6 sierpnia 2005  | Ferro Carril Oeste - CA Tigre 1:0 Juan Mugabure                                                |
| 8 sierpnia 2005  | Almagro Buenos Aires - Ben Hur Rafaela 3:0 Diego Villalba, Diego Romano, Fernando Méndez k     |
| 30 sierpnia 2005 | CA Huracán - Aldosivi Mar del Plata 3:0 Daniel Osvaldo, Pablo Monsalvo, Ignacio Anívole        |
| 28 września 2005 | Atlético Rafaela - Chacarita Juniors 0:0                                                       |

### Apertura 2
| Data             | Mecz |
| ---------------- | --- |
| 11 sierpnia 2005 | CA Huracán - Juventud Antoniana Salta 3:0 Ignacio Anívole, Daniel Osvaldo, Joaquín Larrivey                 |
| 13 sierpnia 2005 | Nueva Chicago Buenos Aires - Defensa y Justicia Buenos Aires 0:1 Damian Fernández                           |
| 13 sierpnia 2005 | CAI Comodoro Rivadavia - Huracán Tres Arroyos 0:0                                                           |
| 13 sierpnia 2005 | CA Tigre - Godoy Cruz Antonio Tomba 1:1 Hernán Boyero - Mariano Torresi                                     |
| 13 sierpnia 2005 | Ben Hur Rafaela - Unión Santa Fe 2:2 Claudio Bustos, Mariano Echagüe - Daniel Bazán Vera, Cristian Saboredo |
| 14 sierpnia 2005 | San Martín San Juan - Ferro Carril Oeste 0:1 Luis Salmerón k                                                |
| 14 sierpnia 2005 | San Martín Mendoza - Club El Porvenir 1:2 Leonárdo Abálsamo - Miguel Prado, Leonel Martens k                |
| 15 sierpnia 2005 | Belgrano Córdoba - Almagro Buenos Aires 0:3 Pablo Vaccaria, Santiago Rodríguez, Franco Casańa               |
| 15 sierpnia 2005 | Chacarita Juniors - Talleres Córdoba 1:1 Facundo Gareca - Ezequiel Barrionuevo                              |
| 13 września 2005 | Aldosivi Mar del Plata - Atlético Rafaela 2:1 Rómulo Severini, Fabricio Simone - Federico García            |

### Apertura 3
| Data             | Mecz                                                                                 |
| ---------------- | ------------------------------------------------------------------------------------ |
| 18 sierpnia 2005 | Atlético Rafaela - CA Huracán 1:0 Leandro Mánquez                                    |
| 20 sierpnia 2005 | Godoy Cruz Antonio Tomba - San Martín San Juan 0:2 Leonardo Torres (2)               |
| 20 sierpnia 2005 | Ferro Carril Oeste - CAI Comodoro Rivadavia 0:1 Matías Saad                          |
| 20 sierpnia 2005 | Defensa y Justicia Buenos Aires - San Martín Mendoza 2:0 Rubén Ferrer, Mario Saccone |
| 20 sierpnia 2005 | Club El Porvenir - Chacarita Juniors 0:1 Juan Manuel Insaurralde                     |
| 20 sierpnia 2005 | Talleres Córdoba - Aldosivi Mar del Plata 1:0 Jonhy Baldeón                          |
| 21 sierpnia 2005 | Juventud Antoniana Salta - Ben Hur Rafaela 0:1 Sergio Albornoz s                     |
| 21 sierpnia 2005 | Unión Santa Fe - Belgrano Córdoba 1:1 Marcelo Mosset - Sebastián Bartolini           |
| 21 sierpnia 2005 | Almagro Buenos Aires - CA Tigre 1:1 Alberto Yaqué - Leonardo Iglesias                |
| 22 sierpnia 2005 | Huracán Tres Arroyos - Nueva Chicago Buenos Aires 1:1 Nicolás Guevara - Lucas Simón  |

### Apertura 4
| Data             | Mecz                                                                                                |
| ---------------- | --------------------------------------------------------------------------------------------------- |
| 25 sierpnia 2005 | CA Huracán - Talleres Córdoba 2:1 Leandro Grimi k, Joaquín Larrivey - Leonardo Baroni               |
| 26 sierpnia 2005 | Aldosivi Mar del Plata - Club El Porvenir 1:1 Javier López - Diego Figueroa                         |
| 27 sierpnia 2005 | Atlético Rafaela - Juventud Antoniana Salta 0:0                                                     |
| 27 sierpnia 2005 | Chacarita Juniors - Defensa y Justicia Buenos Aires 0:0                                             |
| 27 sierpnia 2005 | Nueva Chicago Buenos Aires - Ferro Carril Oeste 1:1 Lucas Simón - Luis Salmerón                     |
| 27 sierpnia 2005 | CAI Comodoro Rivadavia - Godoy Cruz Antonio Tomba 2:1 Ricardo Chavarri, Gustavo Caamańo - Mauro Poy |
| 28 sierpnia 2005 | San Martín Mendoza - Huracán Tres Arroyos 1:2 Pablo López - Claudio García (2)                      |
| 28 sierpnia 2005 | San Martín San Juan - Almagro Buenos Aires 0:1 Fernando Méndez                                      |
| 28 sierpnia 2005 | Belgrano Córdoba - Ben Hur Rafaela 0:2 Andrés Romero, Claudio Bustos                                |
| 29 sierpnia 2005 | CA Tigre - Unión Santa Fe 1:1 Hernán Boyero - Daniel Bazán Vera                                     |

### Apertura 5
| Data            | Mecz |
| --------------- | --- |
| 1 września 2005 | Huracán Tres Arroyos - Chacarita Juniors 0:1 Mariano Mignini                                                                |
| 2 września 2005 | Juventud Antoniana Salta - Belgrano Córdoba 1:2 Iván Delfino - Mariano Campodónico, Paolo Frangipane k                      |
| 3 września 2005 | Ben Hur Rafaela - CA Tigre 1:1 Claudio Bustos - Hernán Biasotto s                                                           |
| 3 września 2005 | Godoy Cruz Antonio Tomba - Nueva Chicago Buenos Aires 2:2 Mariano Torresi, Daniel Giménez - Mariano Donda, Federico Higuaín |
| 4 września 2005 | Unión Santa Fe - San Martín San Juan 1:1 Eduardo Iachetti - Uriel Pérez                                                     |
| 4 września 2005 | Ferro Carril Oeste - San Martín Mendoza 0:1 Pablo López                                                                     |
| 4 września 2005 | Defensa y Justicia Buenos Aires - Aldosivi Mar del Plata 3:1 David Vega, Lucas Godoy, David Jara - Fabricio Simone          |
| 4 września 2005 | Club El Porvenir - CA Huracán 0:1 Walter Coyette                                                                            |
| 4 września 2005 | Talleres Córdoba - Atlético Rafaela 1:1 Luciano Leguizamon k - Marcelo Guaymas                                              |
| 5 września 2005 | Almagro Buenos Aires - CAI Comodoro Rivadavia 1:0 Alberto Yaqué                                                             |

### Apertura 6
| Data             | Mecz |
| ---------------- | --- |
| 8 września 2005  | Talleres Córdoba - Juventud Antoniana Salta 1:1 Luciano Leguizamón k - Cristian Alfaro                                       |
| 9 września 2005  | Atlético Rafaela - Club El Porvenir 2:0 Fernando Clementz, Mariano Chirumbolo                                                |
| 9 września 2005  | Aldosivi Mar del Plata - Huracán Tres Arroyos 1:0 Pablo Corti                                                                |
| 10 września 2005 | CA Huracán - Defensa y Justicia Buenos Aires 3:1 Daniel Osvaldo, Cristian Sánchez Prette, Mauro Milano - Lucas Godoy         |
| 10 września 2005 | Chacarita Juniors - Ferro Carril Oeste 0:0                                                                                   |
| 10 września 2005 | CAI Comodoro Rivadavia - Unión Santa Fe 0:1 Marcos Bolzán                                                                    |
| 11 września 2005 | San Martín Mendoza - Godoy Cruz Antonio Tomba 0:3 Enzo Pérez (2), Silvio Duarte mecz przerwano w 79 minucie - wynik pozostał |
| 11 września 2005 | Nueva Chicago Buenos Aires - Almagro Buenos Aires 1:2 Lucas Simón - Alberto Yaqué, Julio Serrano k                           |
| 11 września 2005 | San Martín San Juan - Ben Hur Rafaela 0:0                                                                                    |
| 12 września 2005 | CA Tigre - Belgrano Córdoba 1:1 M. Campodónico s - Walter Bustos                                                             |

### Apertura 7
| Data             | Mecz |
| ---------------- | --- |
| 15 września 2005 | Godoy Cruz Antonio Tomba - Chacarita Juniors 2:0 Mariano Torresi, Mauro Poy                                |
| 17 września 2005 | Belgrano Córdoba - San Martín San Juan 1:1 Andrés Soriano - Cristian Favre                                 |
| 17 września 2005 | Ben Hur Rafaela - CAI Comodoro Rivadavia 2:2 Emiliano Romay, Claudio Bustos - Gustavo Caamańo, Matias Saad |
| 17 września 2005 | Unión Santa Fe - Nueva Chicago Buenos Aires 1:1 Daniel Bazán Vera - Mariano Donda                          |
| 17 września 2005 | Almagro Buenos Aires - San Martín Mendoza 1:1 Carlos Yaqué - Silvio Prieto                                 |
| 17 września 2005 | Huracán Tres Arroyos - CA Huracán 0:2 Daniel Osvaldo, Joaquín Larrivey                                     |
| 17 września 2005 | Club El Porvenir - Talleres Córdoba 0:2 Diego Castagno Suárez, Daniel Plana                                |
| 18 września 2005 | Defensa y Justicia Buenos Aires - Atlético Rafaela 0:1 Federico García                                     |
| 18 września 2005 | Juventud Antoniana Salta - CA Tigre 0:0                                                                    |
| 19 września 2005 | Ferro Carril Oeste - Aldosivi Mar del Plata 2:1 Luis Salmerón (2) - Diego Leclerq                          |

### Apertura 8
| Data             | Mecz |
| ---------------- | --- |
| 22 września 2005 | San Martín Mendoza - Unión Santa Fe 1:2 Leonardo Abálsamo - Eduardo Iachetti, Daniel Bazán Vera (pen)                                            |
| 23 września 2005 | Atlético Rafaela - Huracán Tres Arroyos 2:5 Marcos Dragojevich s, Gonzalo Del Bono k - Maxi Natalicchio (2), Claudio García (2), Nicolás Guevara |
| 24 września 2005 | Club El Porvenir - Juventud Antoniana Salta 2:0 Rubén Forestello, Leonel Martens                                                                 |
| 24 września 2005 | Talleres Córdoba - Defensa y Justicia Buenos Aires 1:1 Hernán Franco - Rubén Ferrer k                                                            |
| 24 września 2005 | Chacarita Juniors - Almagro Buenos Aires 3:1 Leopoldo De La Vega, Ignacio Piatti (2) - Pablo Vaccaría                                            |
| 25 września 2005 | Aldosivi Mar del Plata - Godoy Cruz Antonio Tomba 0:1 Silvio Duarte                                                                              |
| 25 września 2005 | CAI Comodoro Rivadavia - Belgrano Córdoba 1:1 Matias Saad - Diego Novaretti                                                                      |
| 25 września 2005 | San Martín San Juan - CA Tigre 0:0 |
| 25 września 2005 | Nueva Chicago Buenos Aires - Ben Hur Rafaela 3:2 Fernando Cigno, Federico Higuain (2) - Emiliano Romay, Jose María Paz k                         |
| 26 września 2005 | CA Huracán - Ferro Carril Oeste 0:1 Luis Catalán                                                                                                 |

### Apertura 9
| Data                | Mecz                                                                                   |
| ------------------- | -------------------------------------------------------------------------------------- |
| 30 września 2005    | Almagro Buenos Aires - Aldosivi Mar del Plata 0:3 Diego Leclerq (2), José Solaberrieta |
| 1 października 2005 | Ben Hur Rafaela - San Martín Mendoza 0:1 Pablo López                                   |
| 1 października 2005 | Godoy Cruz Antonio Tomba - CA Huracán 1:0 Mauro Poy                                    |
| 1 października 2005 | Huracán Tres Arroyos - Talleres Córdoba 0:0                                            |
| 1 października 2005 | Defensa y Justicia Buenos Aires - Club El Porvenir 1:0 Rubén Ferrer k                  |
| 2 października 2005 | Juventud Antoniana Salta - San Martín San Juan 2:0 Cristian Alfaro, Víctor Vargas      |
| 2 października 2005 | CA Tigre - CAI Comodoro Rivadavia 2:0 Hernán Boyero, Matías Giménez                    |
| 2 października 2005 | Belgrano Córdoba - Nueva Chicago Buenos Aires 1:1 Mariano Campodónico - Lucas Simón    |
| 2 października 2005 | Unión Santa Fe - Chacarita Juniors 1:1 Eduardo Iachetti - Daniel Pereira               |
| 3 października 2005 | Ferro Carril Oeste - Atlético Rafaela 1:1 Luis Salmerón - Fernando Clementz            |

### Apertura 10
| Data                 | Mecz                                                                                                |
| -------------------- | --------------------------------------------------------------------------------------------------- |
| 6 października 2005  | Aldosivi Mar del Plata - Unión Santa Fe 1:1 Fabricio Simone - Mariano Sardi s                       |
| 8 października 2005  | Defensa y Justicia Buenos Aires - Juventud Antoniana Salta 1:1 Rubén Ferrer k - Diego Ledesma       |
| 8 października 2005  | Club El Porvenir - Huracán Tres Arroyos 2:3 Dardo Dorrego (2) - Cristian Galván, Claudio García (2) |
| 8 października 2005  | CA Huracán - Almagro Buenos Aires 1:0 Daniel Osvaldo                                                |
| 8 października 2005  | Nueva Chicago Buenos Aires - CA Tigre 1:1 Cristian Wernly - Alexis Ferrero                          |
| 8 października 2005  | CAI Comodoro Rivadavia - San Martín San Juan 1:0 Mauro Villegas                                     |
| 9 października 2005  | Chacarita Juniors - Ben Hur Rafaela 2:0 Víctor Figueroa, Jorge Drovandi                             |
| 9 października 2005  | San Martín Mendoza - Belgrano Córdoba 0:2 Paolo Frangipane (2)                                      |
| 9 października 2005  | Atlético Rafaela - Godoy Cruz Antonio Tomba 0:1 Enzo Pérez                                          |
| 10 października 2005 | Talleres Córdoba - Ferro Carril Oeste 1:0 Damián Felicia                                            |

### Apertura 11
| Data                 | Mecz                                                                                               |
| -------------------- | -------------------------------------------------------------------------------------------------- |
| 13 października 2005 | Belgrano Córdoba - Chacarita Juniors 0:2 Facundo Gareca, Jorge Drovandi                            |
| 14 października 2005 | San Martín San Juan - Nueva Chicago Buenos Aires 0:0                                               |
| 14 października 2005 | Unión Santa Fe - CA Huracán 2:2 Daniel Bazán Vera, Paulo Rosales - Joaquín Larrivey (2)            |
| 15 października 2005 | Ben Hur Rafaela - Aldosivi Mar del Plata 3:0 Claudio Bustos (3)                                    |
| 15 października 2005 | Almagro Buenos Aires - Atlético Rafaela 3:0 Alberto Yaque, Marcelo Moya, Julio Serrano             |
| 15 października 2005 | Godoy Cruz Antonio Tomba - Talleres Córdoba 3:1 Daniel Giménez (2), Diego Villar - Lucas Rodriguez |
| 15 października 2005 | Ferro Carril Oeste - Club El Porvenir 1:0 Juan Mugabure                                            |
| 15 października 2005 | Huracán Tres Arroyos - Defensa y Justicia Buenos Aires 1:1 Leonardo Luppino - Mario Saccone        |
| 16 października 2005 | Juventud Antoniana Salta - CAI Comodoro Rivadavia 0:0                                              |
| 16 października 2005 | CA Tigre - San Martín Mendoza 0:0                                                                  |

### Apertura 12
| Data                 | Mecz |
| -------------------- | --- |
| 20 października 2005 | Nueva Chicago Buenos Aires - CAI Comodoro Rivadavia 2:2 Mariano Donda, Federico Higuain - Mauro Villegas (2)                                         |
| 20 października 2005 | Club El Porvenir - Godoy Cruz Antonio Tomba 0:2 Enzo Pérez, Jorge Torres                                                                             |
| 21 października 2005 | Huracán Tres Arroyos - Juventud Antoniana Salta 1:1 Claudio García - Carlos Castilla                                                                 |
| 21 października 2005 | Defensa y Justicia Buenos Aires - Ferro Carril Oeste 1:0 Rubén Ferrer k                                                                              |
| 21 października 2005 | Talleres Córdoba - Almagro Buenos Aires 1:1 Hernán Franco - Santiago Rodríguez                                                                       |
| 21 października 2005 | CA Huracán - Ben Hur Rafaela 2:1 Joaquín Larrivey, Leandro Grimi k - Adrián Giampietri                                                               |
| 21 października 2005 | Aldosivi Mar del Plata - Belgrano Córdoba 2:0 Elvio Martínez, Diego Leclerq                                                                          |
| 21 października 2005 | Chacarita Juniors - CA Tigre 3:0 Jorge Drovandi, Facundo Gareca (2)                                                                                  |
| 21 października 2005 | San Martín Mendoza - San Martín San Juan 0:3 Martín Ortiz, Gastón Tossi, Maximiliano Kondratiuk mecz przerwany został w 28 minucie - wynik zachowano |
| 22 października 2005 | Atlético Rafaela - Unión Santa Fe 2:2 Gonzalo del Bono, Leandro Evangelisti s - Daniel Bazán Vera (2)                                                |

### Apertura 13
| Data                 | Mecz |
| -------------------- | --- |
| 27 października 2005 | Godoy Cruz Antonio Tomba - Defensa y Justicia Buenos Aires 0:0                                                             |
| 28 października 2005 | Unión Santa Fe - Talleres Córdoba 2:1 Paulo Rosales (2) - Daniel Plana                                                     |
| 29 października 2005 | CAI Comodoro Rivadavia - San Martín Mendoza 4:1 Mauro Villegas (2), Matias Saad, Ricardo Chavarri - Germán Cáceres s       |
| 29 października 2005 | Belgrano Córdoba - CA Huracán 2:1 Carlos Andrés Soriano, César Manzanelli - Guillermo Paaz                                 |
| 29 października 2005 | Ben Hur Rafaela - Atlético Rafaela 2:0 Claudio Bustos, Emiliano Romay mecz przerwany został w 45 minucie - wynik zachowano |
| 30 października 2005 | Juventud Antoniana Salta - Nueva Chicago Buenos Aires 2:0 Cristian Alfaro (2)                                              |
| 30 października 2005 | Ferro Carril Oeste - Huracán Tres Arroyos 3:0 Matías Díaz, Agustín Gońi, Juan Mugabure                                     |
| 31 października 2005 | San Martín San Juan - Chacarita Juniors 1:0 Piersimone                                                                     |
| 30 listopada 2005    | Almagro Buenos Aires - Club El Porvenir 3:1 Pablo Vaccaría (3) - Ramiro Leone                                              |
| 30 listopada 2005    | CA Tigre - Aldosivi Mar del Plata 1:0 Roberto Rojas                                                                        |

### Apertura 14
| Data             | Mecz |
| ---------------- | --- |
| 3 listopada 2005 | Talleres Córdoba - Ben Hur Rafaela 0:1 Claudio Bustos                                                                                      |
| 4 listopada 2005 | Atlético Rafaela - Belgrano Córdoba 0:1 Matías Gigli                                                                                       |
| 5 listopada 2005 | San Martín Mendoza - Nueva Chicago Buenos Aires 1:1 Martín Montagna - Sebastián Penco                                                      |
| 6 listopada 2005 | Ferro Carril Oeste - Juventud Antoniana Salta 1:0 Luis Salmerón                                                                            |
| 7 listopada 2005 | CA Huracán - CA Tigre 2:1 Joaquín Larrivey, Walter Coyette - Matías Giménez                                                                |
| 8 listopada 2005 | Huracán Tres Arroyos - Godoy Cruz Antonio Tomba 2:2 Claudio García, Mariano Martínez - Gastón Martina, Nelson Camargo s                    |
| 8 listopada 2005 | Defensa y Justicia Buenos Aires - Almagro Buenos Aires 1:1 Rubén Ferrer k - Carlos Yaqué                                                   |
| 8 listopada 2005 | Club El Porvenir - Unión Santa Fe 5:4 Leonel Martens k, Diego Figueroa, Mariano Monrroy, Ramiro Leone, Walter Diaz - Daniel Bazán Vera (4) |
| 8 listopada 2005 | Aldosivi Mar del Plata - San Martín San Juan 0:1 Mauricio Piersimone                                                                       |
| 9 listopada 2005 | Chacarita Juniors - CAI Comodoro Rivadavia 1:0 Facundo Parra                                                                               |

### Apertura 15
| Data              | Mecz |
| ----------------- | --- |
| 12 listopada 2005 | Nueva Chicago Buenos Aires - Chacarita Juniors 1:1 Mariano Donda - Facundo Parra                                           |
| 12 listopada 2005 | CA Tigre - Atlético Rafaela 2:0 Lucas Wilchez, Matías Galmarini                                                            |
| 12 listopada 2005 | Belgrano Córdoba - Talleres Córdoba 2:0 Mariano Campodónico (2)                                                            |
| 12 listopada 2005 | Ben Hur Rafaela - Club El Porvenir 0:0                                                                                     |
| 13 listopada 2005 | Juventud Antoniana Salta - San Martín Mendoza 0:1 Leonardo Abálsamo                                                        |
| 13 listopada 2005 | CAI Comodoro Rivadavia - Aldosivi Mar del Plata 2:2 Gabriel Bustos, Mauro Villegas - Fabricio Simone k, Diego Leclercq     |
| 13 listopada 2005 | Unión Santa Fe - Defensa y Justicia Buenos Aires 2:1 Daniel Bazán Vera (2) - Rubén Ferrer                                  |
| 13 listopada 2005 | Almagro Buenos Aires - Huracán Tres Arroyos 3:1 Julio Serrano, Alberto Yaqué (2) - Maximiliano Natalicchio                 |
| 13 listopada 2005 | Godoy Cruz Antonio Tomba - Ferro Carril Oeste 4:1 Mariano Torresi (2), Daniel Gímenez k, Josimar Mosquera - Mariano Barale |
| 14 listopada 2005 | San Martín San Juan - CA Huracán 1:1 Gastón Tossi - Pablo Monsalvo                                                         |

### Apertura 16
| Data              | Mecz                                                                                       |
| ----------------- | ------------------------------------------------------------------------------------------ |
| 18 listopada 2005 | Godoy Cruz Antonio Tomba - Juventud Antoniana Salta 1:0 Abaurre                            |
| 18 listopada 2005 | Ferro Carril Oeste - Almagro Buenos Aires 0:0                                              |
| 18 listopada 2005 | Huracán Tres Arroyos - Unión Santa Fe 1:0 Galván                                           |
| 18 listopada 2005 | Atlético Rafaela - San Martín San Juan 3:1 Del Bono, Tomassini, Guaymas - Laciar           |
| 18 listopada 2005 | Talleres Córdoba - CA Tigre 0:0                                                            |
| 18 listopada 2005 | Aldosivi Mar del Plata - Nueva Chicago Buenos Aires 2:2 J. Gómez, Levato - Cigno, Gallardo |
| 19 listopada 2005 | Defensa y Justicia Buenos Aires - Ben Hur Rafaela 2:0 Fayart, Sabadia                      |
| 19 listopada 2005 | CA Huracán - CAI Comodoro Rivadavia 2:2 Larrivey, Monsalvo - Rolle, Saad                   |
| 19 listopada 2005 | Chacarita Juniors - San Martín Mendoza 3:0 Piatti, Parra (2)                               |
| 20 listopada 2005 | Club El Porvenir - Belgrano Córdoba 0:1 Gigli                                              |

### Apertura 17
| Data              | Mecz |
| ----------------- | --- |
| 22 listopada 2005 | Juventud Antoniana Salta - Chacarita Juniors 2:0 Cristian Alfaro (2)                                           |
| 22 listopada 2005 | San Martín Mendoza - Aldosivi Mar del Plata 2:3 Leonardo Abálsamo (2) - Pablo Corti (2), Elvio Martínez        |
| 22 listopada 2005 | CAI Comodoro Rivadavia - Atlético Rafaela 2:2 Matias Saad, Javier Capelletti - Gonzalo Del Bono (2)            |
| 22 listopada 2005 | San Martín San Juan - Talleres Córdoba 1:1 Mario Pacheco - Fernando Pasquinelli                                |
| 22 listopada 2005 | Ben Hur Rafaela - Huracán Tres Arroyos 3:0 Emiliano Romay (2), Martín Gianfelice                               |
| 22 listopada 2005 | Unión Santa Fe - Ferro Carril Oeste 1:2 Daniel Bazán Vera - Matias Díaz, Luis Salmeón                          |
| 22 listopada 2005 | Almagro Buenos Aires - Godoy Cruz Antonio Tomba 2:0 Pablo Vaccaría, Julion Serrano                             |
| 23 listopada 2005 | Nueva Chicago Buenos Aires - CA Huracán 2:0 Federico Higuaín k, Mariano Donda                                  |
| 23 listopada 2005 | CA Tigre - Club El Porvenir 4:1 Hernán Boyero, Pablo Nieva, Mariano Izco, Alejandro Noriega - Leonel Martens k |
| 23 listopada 2005 | Belgrano Córdoba - Defensa y Justicia Buenos Aires 1:1 Ezequiel Arriola - Ezequiel Miralles                    |

### Apertura 18
| Data              | Mecz |
| ----------------- | --- |
| 26 listopada 2005 | Godoy Cruz Antonio Tomba - Unión Santa Fe 3:1 Silvio Duarte, Mauro Poy, Daniel Giménez - Daniel Bazán Vera         |
| 26 listopada 2005 | Defensa y Justicia Buenos Aires - CA Tigre 0:0                                                                     |
| 26 listopada 2005 | CA Huracán - San Martín Mendoza 1:0 Juan Manuel Sara                                                               |
| 26 listopada 2005 | Aldosivi Mar del Plata - Chacarita Juniors 0:4 Leopoldo De la Vega, Ignacio Piatti (2), Jorge Drovandi             |
| 27 listopada 2005 | Almagro Buenos Aires - Juventud Antoniana Salta 1:0 Mauro Algecira                                                 |
| 27 listopada 2005 | Club El Porvenir - San Martín San Juan 1:1 Gonzalo Taborda - Gastón Tossi k                                        |
| 27 listopada 2005 | Ferro Carril Oeste - Ben Hur Rafaela 0:0                                                                           |
| 27 listopada 2005 | Huracán Tres Arroyos - Belgrano Córdoba 2:0 Iván Dragojevic - Mariano Martínez                                     |
| 27 listopada 2005 | Talleres Córdoba - CAI Comodoro Rivadavia 2:0 Luciano Leguizamón, Renzo Rugiero                                    |
| 28 listopada 2005 | Atletico Rafaela - Nueva Chicago Buenos Aires 2:2 Iván Juárez, Gabriel Christovao - Fernando Cigno, Emiliano Pérez |

### Apertura 19
| Data           | Mecz                                                                                          |
| -------------- | --------------------------------------------------------------------------------------------- |
| 2 grudnia 2005 | San Martín Mendoza - Atlético Rafaela 0:1 Iván Juárez                                         |
| 2 grudnia 2005 | San Martín San Juan - Defensa y Justicia Buenos Aires 1:1 Rubén Ceballos - Ezequiel Miralles  |
| 3 grudnia 2005 | Chacarita Juniors - CA Huracán 0:0                                                            |
| 3 grudnia 2005 | Nueva Chicago Buenos Aires - Talleres Córdoba 1:1 Emiliano Pérez - Fernando Pasquinelli       |
| 3 grudnia 2005 | CAI Comodoro Rivadavia - Club El Porvenir 1:1 Matias Saad - Rubén Forestello                  |
| 3 grudnia 2005 | Ben Hur Rafaela - Godoy Cruz Antonio Tomba 0:1 Mauro Poy                                      |
| 3 grudnia 2005 | Unión Santa Fe - Almagro Buenos Aires 3:1 Cristian Rami (2), Esteban Gil k - Pablo Vaccaría k |
| 3 grudnia 2005 | Belgrano Córdoba - Ferro Carril Oeste 3:0 Federico Fazio s, Mariano Campodónico (2)           |
| 4 grudnia 2005 | Juventud Antoniana Salta - Aldosivi Mar del Plata 1:0 Carlos Castilla                         |
| 4 grudnia 2005 | CA Tigre - Huracán Tres Arroyos 0:0                                                           |

### Tabela końcowa turnieju Apertura 2005/06
| Poz | Klub                            | Mecze | Zw | Rem | Por | Pkt | BrZd | BrStr |
| --- | ------------------------------- | ----- | -- | --- | --- | --- | ---- | ----- |
| 1   | Godoy Cruz Antonio Tomba        | 19    | 12 | 4   | 3   | 40  | 29   | 14    |
| 2   | Almagro Buenos Aires            | 19    | 10 | 5   | 4   | 35  | 28   | 17    |
| 3   | Chacarita Juniors               | 19    | 9  | 7   | 3   | 34  | 23   | 9     |
| 4   | CA Huracán                      | 19    | 10 | 4   | 5   | 34  | 26   | 16    |
| 5   | Defensa y Justicia Buenos Aires | 19    | 7  | 9   | 3   | 30  | 19   | 13    |
| 6   | Ferro Carril Oeste              | 19    | 8  | 5   | 6   | 29  | 15   | 15    |
| 7   | Belgrano Córdoba                | 19    | 7  | 6   | 6   | 27  | 19   | 20    |
| 8   | CA Tigre                        | 19    | 4  | 12  | 3   | 24  | 16   | 13    |
| 9   | Ben Hur Rafaela                 | 19    | 6  | 6   | 7   | 24  | 20   | 19    |
| 10  | Unión Santa Fe                  | 19    | 5  | 9   | 5   | 24  | 29   | 29    |
| 11  | Huracán Tres Arroyos            | 19    | 5  | 8   | 6   | 23  | 20   | 24    |
| 12  | San Martín San Juan             | 19    | 4  | 10  | 5   | 22  | 15   | 15    |
| 13  | Talleres Córdoba                | 19    | 4  | 10  | 5   | 22  | 18   | 19    |
| 14  | Atlético Rafaela                | 19    | 5  | 7   | 7   | 22  | 19   | 25    |
| 15  | CAI Comodoro Rivadavia          | 19    | 4  | 9   | 6   | 21  | 20   | 22    |
| 16  | Juventud Antoniana Salta        | 19    | 5  | 6   | 8   | 21  | 13   | 16    |
| 17  | Nueva Chicago Buenos Aires      | 19    | 2  | 13  | 4   | 19  | 23   | 25    |
| 18  | Aldosivi Mar del Plata          | 19    | 5  | 4   | 10  | 19  | 19   | 29    |
| 19  | Club El Porvenir                | 19    | 4  | 4   | 11  | 16  | 18   | 30    |
| 20  | San Martín Mendoza              | 19    | 3  | 4   | 12  | 13  | 13   | 32    |

### Klasyfikacja strzelców bramek
| Gole | Piłkarz           | Klub           |
| ---- | ----------------- | -------------- |
| 15   | Daniel Bazán Vera | Unión Santa Fe |

## Torneo Clausura 2005/06

### Clausura 1
| Data            | Mecz |
| --------------- | --- |
| 8 grudnia 2005  | Aldosivi Mar del Plata - CA Huracán 2:1 Fabricio Simone, Pablo Corti - Leandro Grimi                                     |
| 9 grudnia 2005  | Belgrano Córdoba - Godoy Cruz Antonio Tomba 0:1 Matías Arce                                                              |
| 9 grudnia 2005  | San Martín Mendoza - Talleres Córdoba 1:3 Leonardo Abálsamo - Fernando Pasquinelli, Luciano Leguizamón, Ezequiel Lázaro  |
| 9 grudnia 2005  | Ben Hur Rafaela - Almagro Buenos Aires 1:0 Lucas Lorenzatti                                                              |
| 10 grudnia 2005 | CAI Comodoro Rivadavia - Defensa y Justicia Buenos Aires 2:1 Martín Rolle, Matías Saad - Lucas Godoy                     |
| 10 grudnia 2005 | Unión Santa Fe - Juventud Antoniana Salta 1:0 Joel Villaba                                                               |
| 10 grudnia 2005 | Nueva Chicago Buenos Aires - Club El Porvenir 0:1 Ramiro Leone                                                           |
| 10 grudnia 2005 | Chacarita Juniors - Atlético Rafaela 2:3 Facundo Gareca, Alex Rodríguez - Gonzalo Del Bono, Federico García, Iván Juárez |
| 11 grudnia 2005 | San Martín San Juan - Huracán Tres Arroyos 0:0                                                                           |
| 11 grudnia 2005 | CA Tigre - Ferro Carril Oeste 2:0 Hernán Boyero, Matías Giménez                                                          |

### Clausura 2
| Data             | Mecz |
| ---------------- | --- |
| 26 stycznia 2006 | Juventud Antoniana Salta - CA Huracán 0:2 Coyette, H. Alvarez                                                               |
| 27 stycznia 2006 | Atlético Rafaela - Aldosivi Mar del Plata 1:0 Clementz                                                                      |
| 27 stycznia 2006 | Unión Santa Fe - Ben Hur Rafaela 1:0 Battion                                                                                |
| 27 stycznia 2006 | Godoy Cruz Antonio Tomba - CA Tigre 1:0 Martínez                                                                            |
| 28 stycznia 2006 | Defensa y Justicia Buenos Aires - Nueva Chicago Buenos Aires 6:2 Ferrer (2), Godoy, Miralles (2), Jara - Higuaín, Zermatten |
| 28 stycznia 2006 | Almagro Buenos Aires - Belgrano Córdoba 1:2 Mendez - Bolatti, Frangipane                                                    |
| 28 stycznia 2006 | Club El Porvenir - San Martín Mendoza 0:1 Negri                                                                             |
| 29 stycznia 2006 | Ferro Carril Oeste - San Martín San Juan 0:1 Piersimone                                                                     |
| 29 stycznia 2006 | Huracán Tres Arroyos - CAI Comodoro Rivadavia 5:0 García, González (2), Martínez, Lucero                                    |
| 30 stycznia 2006 | Talleres Córdoba - Chacarita Juniors 1:1 Leguizamon - Figueroa                                                              |

### Clausura 3
| Data          | Mecz |
| ------------- | --- |
| 2 lutego 2006 | CA Tigre - Almagro Buenos Aires 0:0                                                                                             |
| 3 lutego 2006 | Ben Hur Rafaela - Juventud Antoniana Salta 2:3 Desvaux (2) - Yocco, Castilla, Perillo                                           |
| 3 lutego 2006 | San Martín Mendoza - Defensa y Justicia Buenos Aires 2:0 P. López, Balmaceda                                                    |
| 4 lutego 2006 | CA Huracán - Atlético Rafaela 0:0                                                                                               |
| 4 lutego 2006 | Nueva Chicago Buenos Aires - Huracán Tres Arroyos 1:2 Astudillo - I. Dragojevich, Martínez                                      |
| 4 lutego 2006 | Belgrano Córdoba - Unión Santa Fe 3:0 Gordillo, Ríos, Arias                                                                     |
| 4 lutego 2006 | Aldosivi Mar del Plata - Talleres Córdoba 0:0                                                                                   |
| 5 lutego 2006 | CAI Comodoro Rivadavia - Ferro Carril Oeste 0:3 Díaz, Fazio, Carabajal                                                          |
| 5 lutego 2006 | San Martín San Juan - Godoy Cruz Antonio Tomba 0:3 Torresi (2), Ceballos s mecz przerwany został w 79 minucie - wynik zachowano |
| 6 lutego 2006 | Chacarita Juniors 3-1 Club El Porvenir 3:1Parra, Tonelotto, Colmán - Rivas mecz przerwany został w 79 minucie - wynik zachowano |

### Clausura 4
| Data           | Mecz |
| -------------- | --- |
| 9 lutego 2006  | Talleres Córdoba - CA Huracán 2:1 Cabrera, Sartori s - Alvarez                                             |
| 9 lutego 2006  | Ben Hur Rafaela - Belgrano Córdoba 1:3 Paz - Ríos, Campodónico (2)                                         |
| 10 lutego 2006 | Unión Santa Fe - CA Tigre 0:1 Boyero                                                                       |
| 10 lutego 2006 | Godoy Cruz Antonio Tomba - CAI Comodoro Rivadavia 0:1 Villegas                                             |
| 11 lutego 2006 | Defensa y Justicia Buenos Aires - Chacarita Juniors 0:2 Parra (2)                                          |
| 11 lutego 2006 | Ferro Carril Oeste - Nueva Chicago Buenos Aires 1:5 Salmerón - Astudillo (2), Higuaín, Zermatten, Carranza |
| 11 lutego 2006 | Almagro Buenos Aires - San Martín San Juan 0:1 Pacheco                                                     |
| 12 lutego 2006 | Juventud Antoniana Salta - Atlético Rafaela 3:1 Castilla (2), Baigorría - Mánquez                          |
| 12 lutego 2006 | Huracán Tres Arroyos - San Martín Mendoza 1:0 García                                                       |
| 13 lutego 2006 | Club El Porvenir - Aldosivi Mar del Plata 0:1 Flores                                                       |

### Clausura 5
| Data           | Mecz                                                                                              |
| -------------- | ------------------------------------------------------------------------------------------------- |
| 16 lutego 2006 | Chacarita Juniors - Huracán Tres Arroyos 2:0 Insaurralde, Figueroa                                |
| 17 lutego 2006 | CA Tigre - Ben Hur Rafaela 0:0                                                                    |
| 18 lutego 2006 | Nueva Chicago Buenos Aires - Godoy Cruz Antonio Tomba 0:1 Giménez                                 |
| 18 lutego 2006 | CA Huracán - Club El Porvenir 1:0 Coyette                                                         |
| 18 lutego 2006 | Belgrano Córdoba - Juventud Antoniana Salta 0:2 Yocco, R. Gómez                                   |
| 18 lutego 2006 | Aldosivi Mar del Plata - Defensa y Justicia Buenos Aires 3:2 Flores (2), Simone - Romeo, Miralles |
| 19 lutego 2006 | San Martín San Juan - Unión Santa Fe 1:0 Ortiz                                                    |
| 19 lutego 2006 | CAI Comodoro Rivadavia - Almagro Buenos Aires 1:1 Cabrera - Algecira                              |
| 19 lutego 2006 | San Martín Mendoza - Ferro Carril Oeste 2:1 Abálsamo, López - Barale                              |
| 20 lutego 2006 | Atlético Rafaela - Talleres Córdoba 1:2 Reynoso - Bustamante, Cabrera                             |

### Clausura 6
| Data           | Mecz                                                                                     |
| -------------- | ---------------------------------------------------------------------------------------- |
| 23 lutego 2006 | Ben Hur Rafaela - San Martín San Juan 0:0                                                |
| 23 lutego 2006 | Belgrano Córdoba - CA Tigre 1:2 Gordillo - Torres, Castańo                               |
| 24 lutego 2006 | Juventud Antoniana Salta - Talleres Córdoba 4:1 R. Gómez (2), Ledesma, Perillo - Cabrera |
| 24 lutego 2006 | Club El Porvenir - Atlético Rafaela 2:2 Burdisso, Zervo - Vismara s, Aveldańo            |
| 24 lutego 2006 | Defensa y Justicia Buenos Aires - CA Huracán 2:1 D. Fernández, F. Fernández - Grimi      |
| 24 lutego 2006 | Huracán Tres Arroyos - Aldosivi Mar del Plata 0:1 Simone                                 |
| 24 lutego 2006 | Almagro Buenos Aires - Nueva Chicago Buenos Aires 1:1 Brown - Wenrly                     |
| 24 lutego 2006 | Ferro Carril Oeste - Chacarita Juniors 0:0                                               |
| 24 lutego 2006 | Unión Santa Fe - CAI Comodoro Rivadavia 1:1 Rami - Villegas                              |
| 26 lutego 2006 | Godoy Cruz Antonio Tomba - San Martín Mendoza 0:1 Barsottini                             |

### Clausura 7
| Data           | Mecz                                                                              |
| -------------- | --------------------------------------------------------------------------------- |
| 28 lutego 2006 | CAI Comodoro Rivadavia - Ben Hur Rafaela 1:1 Cáceres - Sánchez                    |
| 28 lutego 2006 | Nueva Chicago Buenos Aires - Unión Santa Fe 3:1 E. Pérez, Wenrly, Carranza - Rami |
| 28 lutego 2006 | CA Huracán - Huracán Tres Arroyos 3:2 García s, Alvarez, Milano - García, Galván  |
| 28 lutego 2006 | Aldosivi Mar del Plata - Ferro Carril Oeste 2:1 Simone, Leclerq - Monje           |
| 28 lutego 2006 | Atlético Rafaela - Defensa y Justicia Buenos Aires 0:1 Ferrer                     |
| 28 lutego 2006 | CA Tigre - Juventud Antoniana Salta 0:0                                           |
| 28 lutego 2006 | San Martín San Juan - Belgrano Córdoba 1:0 Figueroa                               |
| 1 marca 2006   | San Martín Mendoza - Almagro Buenos Aires 3:1 López, Negri, Molina - Algecira     |
| 1 marca 2006   | Talleres Córdoba - Club El Porvenir 1:0 Leguizamón                                |
| 2 marca 2006   | Chacarita Juniors - Godoy Cruz Antonio Tomba 3:1 Parra, Zapata, Gareca - Poy      |

### Clausura 8
| Data         | Mecz                                                                                              |
| ------------ | ------------------------------------------------------------------------------------------------- |
| 4 marca 2006 | Ferro Carril Oeste - CA Huracán 0:2 Sartori, Coyette                                              |
| 4 marca 2006 | Unión Santa Fe - San Martín Mendoza 0:0                                                           |
| 4 marca 2006 | Ben Hur Rafaela - Nueva Chicago Buenos Aires 1:1 Paz - Astudillo                                  |
| 4 marca 2006 | Belgrano Córdoba - CAI Comodoro Rivadavia 1:0 Frangipane                                          |
| 4 marca 2006 | CA Tigre - San Martín San Juan 0:3 Tosi (2), Nardi                                                |
| 5 marca 2006 | Defensa y Justicia Buenos Aires - Talleres Córdoba 1:1 Ferrer - Lázaro                            |
| 5 marca 2006 | Juventud Antoniana Salta - Club El Porvenir 3:0 R. Gómez, Martens s, Vargas                       |
| 5 marca 2006 | Huracán Tres Arroyos - Atlético Rafaela 2:3 García, M. Natalicchio - Iglesias, Del Bono, Avendańo |
| 6 marca 2006 | Almagro Buenos Aires - Chacarita Juniors 1:1 Yaqué - Pereira                                      |
| 7 marca 2006 | Godoy Cruz Antonio Tomba - Aldosivi Mar del Plata 3:2 Pérez, Giménez (2) - Martínez, Sardi        |

### Clausura 9
| Data          | Mecz |
| ------------- | --- |
| 9 marca 2006  | Nueva Chicago Buenos Aires - Belgrano Córdoba 2:1 Sánchez, Higuaín - Frangipane                                        |
| 10 marca 2006 | San Martín Mendoza - Ben Hur Rafaela 0:2 Ayala (2)                                                                     |
| 10 marca 2006 | Atlético Rafaela - Ferro Carril Oeste 1:1 Avendańo - Fazio                                                             |
| 11 marca 2006 | CAI Comodoro Rivadavia - CA Tigre 1:1 Asencio - Blengio                                                                |
| 11 marca 2006 | Chacarita Juniors - Unión Santa Fe 1:1 Figueroa - Pagano mecz rozegrany został na stadionie klubu Almagro Buenos Aires |
| 11 marca 2006 | Talleres Córdoba - Huracán Tres Arroyos 3:1 Oyola, Cabrera, Leguizamón - Ruíz Díaz                                     |
| 11 marca 2006 | Club El Porvenir - Defensa y Justicia Buenos Aires 1:0 Martens                                                         |
| 12 marca 2006 | San Martín San Juan - Juventud Antoniana Salta 3:1 Tosi, Ríos, Abalos - Duré                                           |
| 12 marca 2006 | Aldosivi Mar del Plata - Almagro Buenos Aires 0:2 Algecira, Vaccaria                                                   |
| 13 marca 2006 | CA Huracán - Godoy Cruz Antonio Tomba 2:2 Coyette, Alfaro - Torresi, Giménez                                           |

### Clausura 10
| Data          | Mecz                                                                                  |
| ------------- | ------------------------------------------------------------------------------------- |
| 16 marca 2006 | Ben Hur Rafaela - Chacarita Juniors 2:1 Fontana, Bustos - Colman                      |
| 17 marca 2006 | Unión Santa Fe - Aldosivi Mar del Plata 2:2 Weiner, Bazán Vera - Cogliandro, Sandoval |
| 18 marca 2006 | Ferro Carril Oeste - Talleres Córdoba 1:1 Salmerón - Cabrera                          |
| 18 marca 2006 | Godoy Cruz Antonio Tomba - Atlético Rafaela 1:1 Pérez - Fragata                       |
| 18 marca 2006 | Belgrano Córdoba - San Martín Mendoza 1:1 Campodónico - Bonvin                        |
| 18 marca 2006 | CA Tigre - Nueva Chicago Buenos Aires 0:0                                             |
| 19 marca 2006 | Juventud Antoniana Salta - Defensa y Justicia Buenos Aires 1:0 Baigorria              |
| 19 marca 2006 | San Martín San Juan - CAI Comodoro Rivadavia 0:2 Saad, Asencio                        |
| 19 marca 2006 | Huracán Tres Arroyos - Club El Porvenir 0:1 Forestello                                |
| 20 marca 2006 | Almagro Buenos Aires - CA Huracán 1:1 Vaccaria - Alvarez                              |

### Clausura 11
| Data          | Mecz                                                                                                 |
| ------------- | --- |
| 23 marca 2006 | Talleres Córdoba - Godoy Cruz Antonio Tomba 2:1 Leguizamón, Gil - Poy                                |
| 24 marca 2006 | Atlético Rafaela - Almagro Buenos Aires 4:1 Depetris (2), Juárez, Fragata - Vaccaria                 |
| 24 marca 2006 | Club El Porvenir - Ferro Carril Oeste 1:0 Figueroa                                                   |
| 25 marca 2006 | CAI Comodoro Rivadavia - Juventud Antoniana Salta 1:0 Ascensio                                       |
| 25 marca 2006 | Chacarita Juniors - Belgrano Córdoba 2:2 Parra, Gareca - Gigli, Ríos                                 |
| 25 marca 2006 | Aldosivi Mar del Plata - Ben Hur Rafaela 1:0 Flores                                                  |
| 25 marca 2006 | CA Huracán - Unión Santa Fe 1:1 Alfaro - Rosales                                                     |
| 25 marca 2006 | Defensa y Justicia Buenos Aires - Huracán Tres Arroyos 5:1 Ferrer (2), Vera, Jara, Sabadia - Luppino |
| 26 marca 2006 | San Martín Mendoza - CA Tigre 4:1 Bonvin (4) - Ferrero                                               |
| 27 marca 2006 | Nueva Chicago Buenos Aires - San Martín San Juan 0:0                                                 |

### Clausura 12
| Data            | Mecz                                                                                              |
| --------------- | ------------------------------------------------------------------------------------------------- |
| 30 marca 2006   | Ben Hur Rafaela - CA Huracán 3:2 Lorenzatti, Bustos, Romero - Alvarez, Restelli s                 |
| 31 marca 2006   | Belgrano Córdoba - Aldosivi Mar del Plata 2:0 Gigli, Campodónico                                  |
| 1 kwietnia 2006 | Ferro Carril Oeste - Defensa y Justicia Buenos Aires 2:1 Klein, Muhabure - Ferrer                 |
| 1 kwietnia 2006 | Godoy Cruz Antonio Tomba - Club El Porvenir 1:2 Villar, Grgona, Vismara                           |
| 1 kwietnia 2006 | Unión Santa Fe - Atlético Rafaela 1:1 Reynoso s - Juárez k                                        |
| 1 kwietnia 2006 | CA Tigre 1-0 Chacarita Juniors 1:0 Giménez k mecz przerwany został w 87 minucie - wynik zachowano |
| 1 kwietnia 2006 | CAI Comodoro Rivadavia - Nueva Chicago Buenos Aires 1:2 Asencio - Simón, Carranza                 |
| 2 kwietnia 2006 | Juventud Antoniana Salta - Huracán Tres Arroyos 2:0 Castilla, Duré                                |
| 2 kwietnia 2006 | San Martín San Juan - San Martín Mendoza 1:0 Sosa                                                 |
| 3 kwietnia 2006 | Almagro Buenos Aires - Talleres Córdoba 0:3 Cabrera, Leguizamón, Coria                            |

### Clausura 13
| Data             | Mecz |
| ---------------- | --- |
| 6 kwietnia 2006  | CA Huracán - Belgrano Córdoba 1:3 Alvarez - Campodónico (2), Gigli                                                      |
| 7 kwietnia 2006  | San Martín Mendoza - CAI Comodoro Rivadavia 2:1 Barsottini, P. López - Cappelletti                                      |
| 7 kwietnia 2006  | Chacarita Juniors - San Martín San Juan 2:0 Parra, Toledo mecz rozegrany został na stadionie klubu Almagro Buenos Aires |
| 7 kwietnia 2006  | Talleres Córdoba - Unión Santa Fe 1:3 Leguizamón - Bazán Vera, Rosales, Weiner                                          |
| 7 kwietnia 2006  | Club El Porvenir - Almagro Buenos Aires 2:1 Rivas, Forestello - Serrano                                                 |
| 7 kwietnia 2006  | Defensa y Justicia Buenos Aires - Godoy Cruz Antonio Tomba 3:1 Ferrer (2), Romeo - Torresi                              |
| 7 kwietnia 2006  | Huracán Tres Arroyos - Ferro Carril Oeste 1:0 López                                                                     |
| 8 kwietnia 2006  | Atlético Rafaela - Ben Hur Rafaela 1:0 Juárez                                                                           |
| 8 kwietnia 2006  | Nueva Chicago Buenos Aires - Juventud Antoniana Salta 2:0 Sánchez, Higuain                                              |
| 19 kwietnia 2006 | Aldosivi Mar del Plata - CA Tigre 0:1 M. Giménez                                                                        |

### Clausura 14
| Data             | Mecz |
| ---------------- | --- |
| 11 kwietnia 2006 | Juventud Antoniana Salta - Ferro Carril Oeste 3:0 Garnier, M. Baigorria (2)                                        |
| 11 kwietnia 2006 | Godoy Cruz Antonio Tomba - Huracán Tres Arroyos 0:0                                                                |
| 11 kwietnia 2006 | Almagro Buenos Aires - Defensa y Justicia Buenos Aires 1:0 Casańa                                                  |
| 11 kwietnia 2006 | Unión Santa Fe - Club El Porvenir 0:0                                                                              |
| 11 kwietnia 2006 | Belgrano Córdoba - Atlético Rafaela 0:1 Iglesias                                                                   |
| 11 kwietnia 2006 | San Martín San Juan - Aldosivi Mar del Plata 3:1 Nardi, Abalos, Ceballos - Morquio                                 |
| 11 kwietnia 2006 | CAI Comodoro Rivadavia - Chacarita Juniors 0:0                                                                     |
| 11 kwietnia 2006 | Nueva Chicago Buenos Aires - San Martín Mendoza 4:1 Higuain (2), Testa, Astudillo - A. Baigorria                   |
| 12 kwietnia 2006 | CA Tigre - CA Huracán 2:1 Giménez, Blengio - Alvarez mecz rozegrany został na stadionie klubu Almagro Buenos Aires |
| 12 kwietnia 2006 | Ben Hur Rafaela - Talleres Córdoba 0:0                                                                             |

### Clausura 15
| Data             | Mecz |
| ---------------- | --- |
| 15 kwietnia 2006 | Chacarita Juniors - Nueva Chicago Buenos Aires 1:1 Toledo - Wenrly mecz rozegrany został na stadionie klubu Almagro Buenos Aires |
| 15 kwietnia 2006 | CA Huracán - San Martín San Juan 4:1 Larrivey (2), Marini, Aguero s - Nardi                                                      |
| 15 kwietnia 2006 | Atlético Rafaela - CA Tigre 0:0                                                                                                  |
| 15 kwietnia 2006 | Talleres Córdoba - Belgrano Córdoba 1:2 Bustamente - Campodónico, Aimar                                                          |
| 15 kwietnia 2006 | Defensa y Justicia Buenos Aires - Unión Santa Fe 3:0 Saccone, Ferrer, Vega                                                       |
| 15 kwietnia 2006 | Ferro Carril Oeste - Godoy Cruz Antonio Tomba 2:2 Echeverria, Monje - Pérez, Prosperi                                            |
| 16 kwietnia 2006 | Aldosivi Mar del Plata - CAI Comodoro Rivadavia 1:2 Simone - Bustos, Chavarri                                                    |
| 16 kwietnia 2006 | San Martín Mendoza - Juventud Antoniana Salta 3:0 Islas (2), P. López                                                            |
| 16 kwietnia 2006 | Huracán Tres Arroyos - Almagro Buenos Aires 0:0                                                                                  |
| 17 kwietnia 2006 | Club El Porvenir - Ben Hur Rafaela 0:0                                                                                           |

### Clausura 16
| Data             | Mecz                                                                   |
| ---------------- | ---------------------------------------------------------------------- |
| 20 kwietnia 2006 | San Martín Mendoza - Chacarita Juniors 1:1 Baigorria - Toledo          |
| 21 kwietnia 2006 | Ben Hur Rafaela - Defensa y Justicia Buenos Aires 1:1 Bustos - Ramos   |
| 22 kwietnia 2006 | Almagro Buenos Aires - Ferro Carril Oeste 0:2 Díaz, Monje              |
| 22 kwietnia 2006 | Belgrano Córdoba - Club El Porvenir 2:1 Aimar, Frangipane - Rivas      |
| 22 kwietnia 2006 | CAI Comodoro Rivadavia - CA Huracán 3:0 Bustos, Cappelletti, Chavarri  |
| 22 kwietnia 2006 | Nueva Chicago Buenos Aires - Aldosivi Mar del Plata 1:0 Simón          |
| 23 kwietnia 2006 | Unión Santa Fe - Huracán Tres Arroyos 3:0 Bazán Cera, Flores, Casanova |
| 23 kwietnia 2006 | Juventud Antoniana Salta - Godoy Cruz Antonio Tomba 0:0                |
| 23 kwietnia 2006 | San Martín San Juan - Atlético Rafaela 0:0                             |
| 24 kwietnia 2006 | CA Tigre - Talleres Córdoba 0:2 Real, Leguizamón                       |

### Clausura 17
| Data             | Mecz |
| ---------------- | --- |
| 27 kwietnia 2006 | Ferro Carril Oeste - Unión Santa Fe 0:0 |
| 28 kwietnia 2006 | Chacarita Juniors - Juventud Antoniana Salta 2:1 Insaurralde, Gareca - Garnier mecz rozegrany został na stadionie klubu Almagro Buenos Aires |
| 28 kwietnia 2006 | Atlético Rafaela - CAI Comodoro Rivadavia 2:1 Clementz, Christovao - Chavarri                                                                |
| 29 kwietnia 2006 | Aldosivi Mar del Plata - San Martín Mendoza 2:0 Morquio, Martínez                                                                            |
| 29 kwietnia 2006 | CA Huracán - Nueva Chicago Buenos Aires 1:2 Alfaro - Simón (2)                                                                               |
| 29 kwietnia 2006 | Club El Porvenir - CA Tigre 0:1 Galmarini |
| 29 kwietnia 2006 | Defensa y Justicia Buenos Aires - Belgrano Córdoba 1:2 Ramírez - Campodónico, Gigli                                                          |
| 29 kwietnia 2006 | Huracán Tres Arroyos - Ben Hur Rafaela 0:1 Romero                                                                                            |
| 29 kwietnia 2006 | Godoy Cruz Antonio Tomba - Almagro Buenos Aires 1:1 Poy - Vaccaria                                                                           |
| 2 maja 2006      | Talleres Córdoba - San Martín San Juan 1:1 Tosi s - Abalos mecz rozegrany został na stadionie klubu Instituto Córdoba                        |

### Clausura 18
| Data        | Mecz |
| ----------- | --- |
| 4 maja 2006 | Belgrano Córdoba - Huracán Tres Arroyos 1:0 Novaretti                                                              |
| 6 maja 2006 | Juventud Antoniana Salta - Almagro Buenos Aires 0:1 Vaccaría                                                       |
| 6 maja 2006 | Unión Santa Fe - Godoy Cruz Antonio Tomba 0:0                                                                      |
| 6 maja 2006 | Ben Hur Rafaela - Ferro Carril Oeste 1:0 Saucedo s                                                                 |
| 6 maja 2006 | CA Tigre - Defensa y Justicia Buenos Aires 1:0 Wilches                                                             |
| 6 maja 2006 | San Martín San Juan - Club El Porvenir 6:0 Laciar (2), Abalos, Tosi (2), Pacheco                                   |
| 6 maja 2006 | CAI Comodoro Rivadavia - Talleres Córdoba 1:2 Bustos - Cabrera, Leguizamón                                         |
| 6 maja 2006 | San Martín Mendoza - CA Huracán 3:2 Bonvín (2), Negri - Milano, Larrivey                                           |
| 6 maja 2006 | Chacarita Juniors - Aldosivi Mar del Plata 0:1 López mecz rozegrany został na stadionie klubu Almagro Buenos Aires |
| 8 maja 2006 | Nueva Chicago Buenos Aires - Atlético Rafaela 2:1 Higuain, Sigali - Fragata                                        |

### Clausura 19
| Data         | Mecz                                                                                            |
| ------------ | ----------------------------------------------------------------------------------------------- |
| 11 maja 2006 | Almagro Buenos Aires - Unión Santa Fe 1:1 Brown - Gil                                           |
| 13 maja 2006 | Aldosivi Mar del Plata - Juventud Antoniana Salta 1:0 Solabarrieta                              |
| 13 maja 2006 | CA Huracán - Chacarita Juniors 1:0 Milano                                                       |
| 13 maja 2006 | Atlético Rafaela - San Martín Mendoza 4:2 Iglesias, Tosetto, Fragata, García - Bonvín, Montagna |
| 13 maja 2006 | Talleres Córdoba - Nueva Chicago Buenos Aires 0:1 Oyola s                                       |
| 13 maja 2006 | Club El Porvenir - CAI Comodoro Rivadavia 2:0 Salomone, Quinteros                               |
| 13 maja 2006 | Defensa y Justicia Buenos Aires - San Martín San Juan 1:1 Nievas - Laciar                       |
| 13 maja 2006 | Huracán Tres Arroyos - CA Tigre 0:0                                                             |
| 13 maja 2006 | Ferro Carril Oeste - Belgrano Córdoba 1:3 Fazio - Peppino, Gigli (2)                            |
| 13 maja 2006 | Godoy Cruz Antonio Tomba - Ben Hur Rafaela 1:1 Garciarena - Romay                               |

### Tabela końcowa turnieju Clausura 2005/06
| Poz | Klub                            | Mecze | Zw | Rem | Por | Pkt | BrZd | BrStr |
| --- | ------------------------------- | ----- | -- | --- | --- | --- | ---- | ----- |
| 1   | Nueva Chicago Buenos Aires      | 19    | 10 | 5   | 4   | 35  | 30   | 20    |
| 2   | Belgrano Córdoba                | 19    | 11 | 2   | 6   | 35  | 29   | 19    |
| 3   | San Martín San Juan             | 19    | 9  | 6   | 4   | 33  | 23   | 15    |
| 4   | Talleres Córdoba                | 19    | 9  | 6   | 4   | 33  | 27   | 20    |
| 5   | Atlético Rafaela                | 19    | 8  | 7   | 4   | 31  | 27   | 21    |
| 6   | CA Tigre                        | 19    | 8  | 7   | 4   | 31  | 13   | 13    |
| 7   | San Martín Mendoza              | 19    | 9  | 3   | 7   | 30  | 27   | 25    |
| 8   | Aldosivi Mar del Plata          | 19    | 9  | 2   | 8   | 29  | 20   | 21    |
| 9   | Chacarita Juniors               | 19    | 6  | 8   | 5   | 26  | 24   | 18    |
| 10  | Juventud Antoniana Salta        | 19    | 8  | 2   | 9   | 26  | 23   | 20    |
| 11  | Ben Hur Rafaela                 | 19    | 6  | 8   | 5   | 26  | 17   | 16    |
| 12  | Club El Porvenir                | 19    | 7  | 3   | 9   | 24  | 14   | 23    |
| 13  | Godoy Cruz Antonio Tomba        | 19    | 5  | 8   | 6   | 23  | 20   | 21    |
| 14  | CAI Comodoro Rivadavia          | 19    | 6  | 5   | 8   | 23  | 19   | 25    |
| 15  | CA Huracán                      | 19    | 6  | 4   | 9   | 22  | 27   | 29    |
| 16  | Unión Santa Fe                  | 19    | 4  | 10  | 5   | 22  | 16   | 19    |
| 17  | Defensa y Justicia Buenos Aires | 19    | 6  | 3   | 10  | 21  | 28   | 25    |
| 18  | Almagro Buenos Aires            | 19    | 3  | 8   | 8   | 17  | 14   | 24    |
| 19  | Huracán Tres Arroyos            | 19    | 4  | 4   | 11  | 16  | 15   | 26    |
| 20  | Ferro Carril Oeste              | 19    | 3  | 5   | 11  | 14  | 15   | 28    |

### Klasyfikacja strzelców bramek
| Gole | Piłkarz      | Klub                            |
| ---- | ------------ | ------------------------------- |
| 10   | Rubén Ferrer | Defensa y Justicia Buenos Aires |

## Mistrz drugiej ligi
O mistrzostwo drugiej ligi argentyńskiej zmierzyli się zwycięzca turnieju Apertura (Godoy Cruz Antonio Tomba) ze zwycięzcą turnieju Clausura (Nueva Chicago Buenos Aires).
| Data         | Mecz                                                                                     |
| ------------ | ---------------------------------------------------------------------------------------- |
| 16 maja 2006 | Nueva Chicago Buenos Aires - Godoy Cruz Antonio Tomba 3:1 Higuaín - Torresi              |
| 20 maja 2006 | Godoy Cruz Antonio Tomba - Nueva Chicago Buenos Aires 3:1 Villar, Giménez (2) - Carranza |

Mistrzem drugiej ligi argentyńskiej został klub Godoy Cruz Antonio Tomba, który dzięki temu zapewnił sobie awans do pierwszej ligi. Klub Nueva Chicago Buenos Aires musiał stoczyć walkę o wicemistrzostwo drugiej ligi z drugim w turnieju Clausura klubem Belgrano Córdoba.

### Wicemistrz II ligi
| Data         | Mecz |
| ------------ | --- |
| 23 maja 2006 | Nueva Chicago Buenos Aires - Belgrano Córdoba 1:1 Higuain k, Carranza, Simón - Gigli mecz rozegrany został na stadionie klubu Ferro Carril Oeste |
| 27 maja 2006 | Belgrano Córdoba - Nueva Chicago Buenos Aires 3:3 (dog) Campodónico (2), Bustos - Wernly, Simón, Pellerano                                       |

Wicemistrzem II ligi argentyńskiej został klub Nueva Chicago Buenos Aires, który dzięki temu uzyskał bezpośredni awans do pierwszej ligi. Klub Belgrano Córdoba zakwalifikował się do baraży o awans do I ligi.

## Tabela sumaryczna II ligi argentyńskiej 2005/06
| Poz | Klub                            | Mecze | Zw | Rem | Por | Pkt | BrZd | BrStr |
| --- | ------------------------------- | ----- | -- | --- | --- | --- | ---- | ----- |
| 1   | Godoy Cruz Antonio Tomba        | 38    | 17 | 12  | 9   | 63  | 49   | 35    |
| 2   | Belgrano Córdoba                | 38    | 18 | 8   | 12  | 62  | 48   | 39    |
| 3   | Chacarita Juniors               | 38    | 15 | 15  | 8   | 60  | 47   | 27    |
| 4   | CA Huracán                      | 38    | 16 | 8   | 14  | 56  | 53   | 45    |
| 5   | San Martín San Juan             | 38    | 13 | 16  | 9   | 55  | 38   | 30    |
| 6   | Talleres Córdoba                | 38    | 13 | 16  | 9   | 55  | 45   | 39    |
| 7   | CA Tigre                        | 38    | 12 | 19  | 7   | 55  | 29   | 26    |
| 8   | Nueva Chicago Buenos Aires      | 38    | 12 | 18  | 8   | 54  | 53   | 45    |
| 9   | Atlético Rafaela                | 38    | 13 | 14  | 11  | 53  | 46   | 46    |
| 10  | Almagro Buenos Aires            | 38    | 13 | 13  | 12  | 52  | 42   | 41    |
| 11  | Defensa y Justicia Buenos Aires | 38    | 13 | 12  | 13  | 51  | 47   | 38    |
| 12  | Ben Hur Rafaela                 | 38    | 12 | 14  | 12  | 50  | 37   | 35    |
| 13  | Aldosivi Mar del Plata          | 38    | 14 | 6   | 18  | 48  | 39   | 50    |
| 14  | Juventud Antoniana Salta        | 38    | 13 | 8   | 17  | 47  | 36   | 36    |
| 15  | Unión Santa Fe                  | 38    | 9  | 19  | 10  | 46  | 45   | 48    |
| 16  | CAI Comodoro Rivadavia          | 38    | 10 | 14  | 14  | 44  | 39   | 47    |
| 17  | Ferro Carril Oeste              | 38    | 11 | 10  | 17  | 43  | 30   | 43    |
| 18  | San Martín Mendoza              | 38    | 12 | 7   | 19  | 43  | 40   | 57    |
| 19  | Club El Porvenir                | 38    | 11 | 7   | 20  | 40  | 32   | 53    |
| 20  | Huracán Tres Arroyos            | 38    | 9  | 12  | 17  | 39  | 35   | 50    |

Bezpośrednio do I ligi awansował mistrz II ligi Godoy Cruz Antonio Tomba i wicemistrz II ligi Nueva Chicago Buenos Aires. Na ich miejsce z I ligi spadły: ostatni w tabeli spadkowej Tiro Federal Rosario i przedostatni w tabeli spadkowej Instituto Córdoba.

## Torneo Reducido

### 1/2 finału
| Data         | Mecz                                                                                                   |
| ------------ | --- |
| 16 maja 2006 | Talleres Córdoba - Chacarita Juniors 0:2 Colman, Toledo                                                |
| 16 maja 2006 | San Martín San Juan - CA Huracán 3:2 Plaza, Tosi, Laciar - Coyette (2)                                 |
| 20 maja 2006 | Chacarita Juniors - Talleres Córdoba 0:0 mecz rozegrany został na stadionie klubu Almagro Buenos Aires |
| 20 maja 2006 | CA Huracán - San Martín San Juan 3:0 Larrivey, Coyette, Sánchez Prette                                 |

### Finał
| Data         | Mecz |
| ------------ | --- |
| 23 maja 2006 | CA Huracán - Chacarita Juniors 3:0 Coyette, Larrivey (2)                                                          |
| 27 maja 2006 | Chacarita Juniors - CA Huracán 2:0 Tonelotto, Parra mecz rozegrany został na stadionie klubu Almagro Buenos Aires |

Zwycięzca Torneo Reducido, klub CA Huracán, jako drugi obok klubu Belgrano Córdoba uzyskał prawo gry w barażu o awans do pierwszej ligi z zespołem pierwszoligowym (czwartym od końca klubem w pierwszoligowej tabeli spadkowej).

## Mecze barażowe o awans do I ligi
| Data           | Mecz |
| -------------- | --- |
| 31 maja 2006   | CA Huracán - Argentinos Juniors Buenos Aires 1:1 Coyette - Ledesma                                                |
| 31 maja 2006   | Belgrano Córdoba - Olimpo Bahía Blanca 2:1 Frangipane, Gigli - Delorte                                            |
| 4 czerwca 2006 | Argentinos Juniors Buenos Aires - CA Huracán 2:2 Leonel Nuńez, Cristian Ledesma - Héctor Alvarez, Cristian Alfaro |
| 4 czerwca 2006 | Olimpo Bahía Blanca - Belgrano Córdoba 1:2 Alejandro Delorte - Paolo Frangipane, Matías Gigli                     |

Do I ligi awansował klub Belgrano Córdoba, a na jego miejsce do II ligi spadł klub Olimpo Bahía Blanca. Pomimo równego bilansu CA Huracán nie awansował do I ligi, gdyż klub niższej ligi by awansować wyżej musiał wykazać wyższość nad klubem wyższej ligi.

## Tabela spadkowa
O tym, które kluby drugoligowe spadną do III ligi decydował dorobek punktowy w przeliczeniu na jeden rozegrany mecz uzyskany przez kluby w ostatnich trzech sezonach.

### Metropolitana
Tabela spadkowa klubów stołecznych.
| Poz | Klub                            | 2003/04 pkt/m | 2004/05 pkt/m | 2005/06 pkt/m | Razem pkt/mecze | Średnia |
| --- | ------------------------------- | ------------- | ------------- | ------------- | --------------- | ------- |
| 1   | CA Huracán                      | 54/38         | 61/38         | 56/38         | 171/114         | 1.500   |
| 2   | CA Tigre                        | 0/0           | 0/0           | 55/38         | 55/38           | 1.447   |
| 3   | Almagro Buenos Aires            | 58/38         | 0/0           | 52/38         | 110/76          | 1.447   |
| 4   | Nueva Chicago Buenos Aires      | 0/0           | 55/38         | 54/38         | 109/76          | 1.434   |
| 5   | Chacarita Juniors               | 0/0           | 45/38         | 60/38         | 105/76          | 1.382   |
| 6   | Ferro Carril Oeste              | 54/38         | 52/38         | 43/38         | 149/114         | 1.307   |
| 7   | Unión Santa Fe                  | 47/38         | 51/38         | 46/38         | 144/114         | 1.263   |
| 8   | Defensa y Justicia Buenos Aires | 48/38         | 40/38         | 51/38         | 139/114         | 1.219   |
| 9   | Club El Porvenir                | 52/38         | 46/38         | 40/38         | 138/114         | 1.211   |

Do trzeciej ligi spadł bezpośrednio ostatni w tabeli klub Club El Porvenir. Ponadto w barażu o utrzymanie się w II lidze wystąpił klub Defensa y Justicia Buenos Aires.
Bezpośrednio do drugiej ligi awansował mistrz III ligi stołecznej (Primera C Metropolitana) CA Platense.

### Interior
Tabela spadkowa klubów prowincjonalnych.
| Poz | Klub                     | 2003/04 pkt/m | 2004/05 pkt/m | 2005/06 pkt/m | Razem pkt/mecze | Średnia |
| --- | ------------------------ | ------------- | ------------- | ------------- | --------------- | ------- |
| 1   | Belgrano Córdoba         | 57/38         | 53/38         | 62/38         | 172/114         | 1.509   |
| 2   | Godoy Cruz Antonio Tomba | 58/38         | 47/38         | 63/38         | 168/114         | 1.474   |
| 3   | Atlético Rafaela         | 0/0           | 58/38         | 53/38         | 111/76          | 1.461   |
| 4   | San Martín San Juan      | 50/38         | 52/38         | 55/38         | 157/114         | 1.377   |
| 5   | Talleres Córdoba         | 0/0           | 49/38         | 55/38         | 104/76          | 1.368   |
| 6   | CAI Comodoro Rivadavia   | 47/38         | 61/38         | 44/38         | 152/114         | 1.333   |
| 7   | Huracán Tres Arroyos     | 62/38         | 0/0           | 39/38         | 101/76          | 1.329   |
| 8   | Ben Hur Rafaela          | 0/0           | 0/0           | 50/38         | 50/38           | 1.316   |
| 9   | Aldosivi Mar del Plata   | 0/0           | 0/0           | 48/38         | 48/38           | 1.263   |
| 10  | San Martín Mendoza       | 42/38         | 55/38         | 43/38         | 140/114         | 1.228   |
| 11  | Juventud Antoniana Salta | 42/38         | 45/38         | 47/38         | 134/114         | 1.175   |

Do trzeciej ligi spadł bezpośrednio ostatni w tabeli klub Juventud Antoniana Salta. Ponadto w barażu o utrzymanie się w II lidze wystąpił klub San Martín Mendoza. Bezpośrednio do drugiej ligi awansował mistrz III ligi prowincjonalnej (Torneo Argentino A) Villa Mitre Bahía Blanca.

## Baraże o utrzymanie się w II lidze

### Metropolitana
Przedostatni w tabeli spadkowej klub Defensa y Justicia Buenos Aires zmierzył się ze zwycięzcą turnieju Reducido III ligi stołecznej (Primera C Metropolitana), klubem Morón Buenos Aires.
| Data           | Mecz |
| -------------- | --- |
| 31 maja 2006   | Morón Buenos Aires - Defensa y Justicia Buenos Aires 1:1 Akerman - Romero                                                                     |
| 3 czerwca 2006 | Defensa y Justicia Buenos Aires - Morón Buenos Aires 3:3 Rubén Ferrer, Marcos Ramírez, Ezequiel Miralles - Damián Akerman (2), Ceferino Denis |

Ponieważ klub niższej klasy, by awansować, musiał wykazać wyższość, wobec remisowego bilansu dwumeczu klub Morón Buenos Aires pozostał w III lidze, a klub Defensa y Justicia Buenos Aires utrzymał się w II lidze.

### Interior
Przedostatni w tabeli spadkowej klub San Martín Mendoza zmierzył się z wicemistrzem III ligi prowincjonalnej (Torneo Argentino A), klubem San Martín Tucumán.
| Data           | Mecz                                               |
| -------------- | -------------------------------------------------- |
| 31 maja 2006   | San Martín Tucumán - San Martín Mendoza 1:0 Cortés |
| 4 czerwca 2006 | San Martín Mendoza - San Martín Tucumán 0:0        |

Klub San Martín Mendoza spadł do III ligi prowincjonalnej, a na jego miejsce awansował klub San Martín Tucumán.